# Nordre Follo
Nordre Follo ist eine Kommune im norwegischen Fylke Akershus. Die Kommune hat 64.668 Einwohner (Stand: 1. Januar 2025). Nordre Follo liegt südlich der Kommune Oslo und ein Teil der Kommune geht in das Osloer Stadtgebiet ein. Verwaltungssitz ist die Stadt Ski. Die Kommune entstand am 1. Januar 2020 durch die Zusammenlegung der Kommunen Ski und Oppegård.

## Geografie

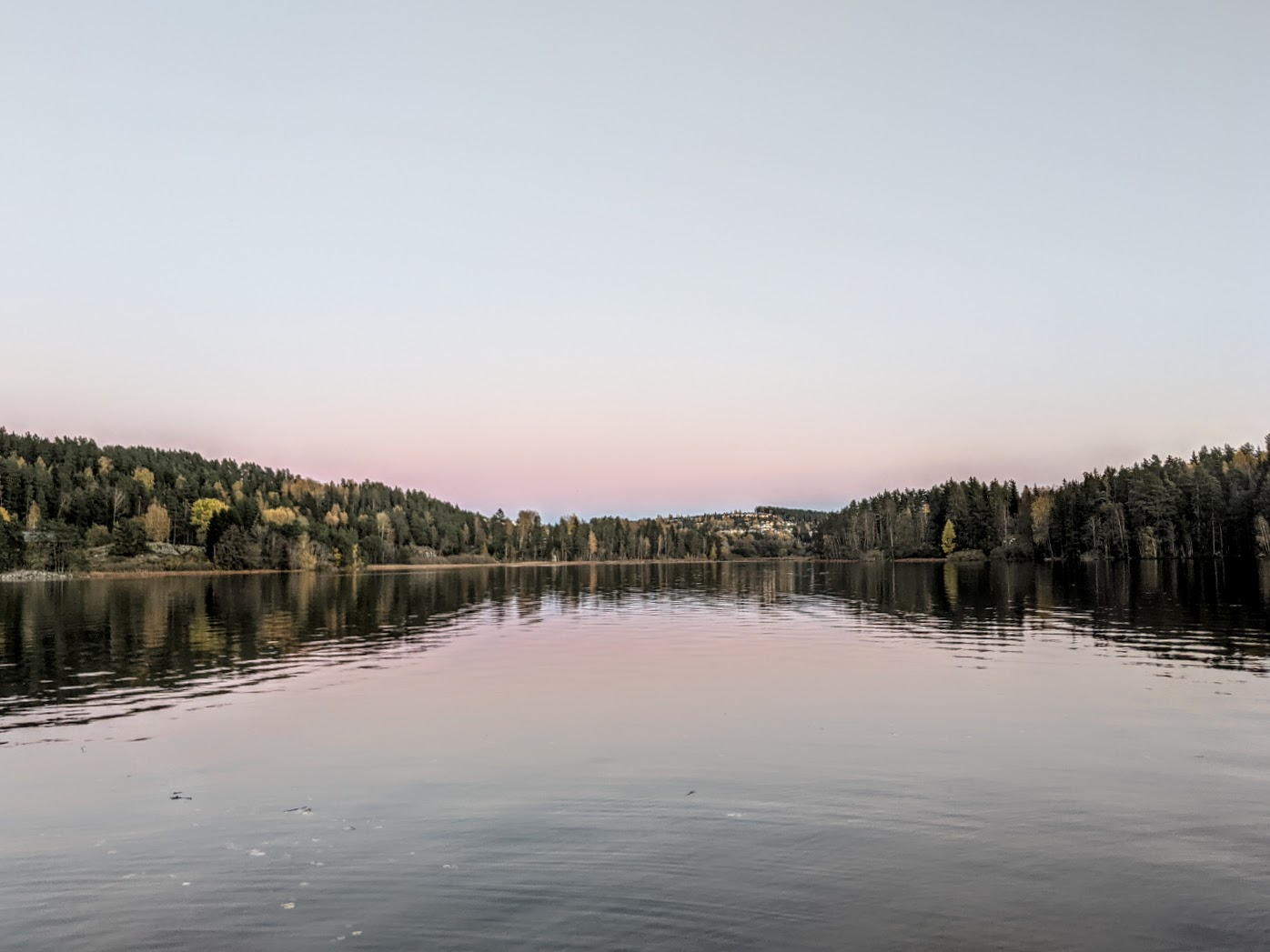
Gjersjøen

Nordre Follo grenzt an die Kommune Oslo im Norden, Enebakk im Osten, Indre Østfold im Südosten und Süden sowie Ås im Westen. Des Weiteren bestehen im Bunnefjord, der sich als Seitenarm des Oslofjords von Norden kommend in das Land einschneidet und die Westgrenze von Nordre Follo bildet, Grenzen zu den Kommunen Frogn und Nesodden. Im Norden der Kommune liegt der Gjersjøen. Im Süden und Westen der Kommune befinden sich landwirtschaftlich genutzte Flächen. Das Gemeindegebiet ist hügelig und außerhalb der Bebauung größtenteils bewaldet. Die Erhebung Tømmerås stellt mit einer Höhe von 313,06 moh. den höchsten Punkt der Kommune Nordre Follo dar.
Im Nordosten der Kommune liegt das Waldgebiet Østmarka und südlich davon die Sørmarka. Beide sind Teile der Marka, des die Stadt Oslo umgebenden hügeligen Waldgebiets. Ein Teil der Østmarka in Nordre Follo geht in den 2023 gegründeten Nationalpark Østmarka ein.

## Einwohner
Nordre Follo gehört nach der Einwohnerzahl zu den 25 größten Kommunen Norwegens. Die Besiedlung der Kommune folgt größtenteils der Eisenbahnstrecke von Oslo in den Süden. Über die Zeit hinweg stieg die Zahl der Einwohner stark an. In der Gemeinde liegen mehrere sogenannte Tettsteder, also mehrere Ansiedlungen, die für statistische Zwecke als eine städtische Siedlung gewertet werden. Diese sind Siggerud mit 1507, Kråkstad mit 1139, Skotbu mit 450 und Sandvoll mit 285 Einwohnern (Stand: 1. Januar 2024). Von der Stadt Ski werden 14.900 der insgesamt 22.548 Bewohner zur Kommune Nordre Follo gerechnet. Des Weiteren leben 41.725 der insgesamt 1.098.061 Einwohner des Tettsteds Oslo in der Kommune.
Nordre Follo hat weder Nynorsk noch Bokmål als offizielle Sprachform, sondern ist in dieser Frage neutral.
| Jahr          | 1986   | 1990   | 1995   | 2000   | 2005   | 2010   | 2015   | 2020   | 2025   |
| ------------- | ------ | ------ | ------ | ------ | ------ | ------ | ------ | ------ | ------ |
| Einwohnerzahl | 40.570 | 42.613 | 45.421 | 48.347 | 50.386 | 52.905 | 56.355 | 59.288 | 64.668 |

## Geschichte
Nordre Follo wurde im Zuge der Kommunalreform in Norwegen am 1. Januar 2020 durch die Zusammenlegung von Ski und Oppegård geschaffen. Bis Ende 2023 gehörte die Kommune zunächst zum Fylke Viken. Ski entstand im Jahr 1931 durch die Abspaltung von Kråkstad. Kråkstad verblieb mit 1534 Einwohnern, Ski hatte bei der Gründung 4375 Einwohner. Am 1. Januar 1964 wurden Ski und Kråkstad wieder miteinander vereint, nun allerdings unter dem Namen Ski. Zum Zeitpunkt der Fusion lebten in Kråkstad 1670 und in Ski 9362 Personen. Die Kommune Oppegård war zum 1. Juli 1915 gegründet worden. Sie war mit 793 Einwohnern von Nesodden abgespalten worden, Nesodden verblieb mit einer Einwohnerzahl von 1746.
In der Kommune befindet sich steinzeitliche Siedlung Stunner, die das älteste Indiz für menschliches Leben in Viken darstellt. Im Gemeindegebiet befinden sich außerdem Steinkirchen aus dem 12. Jahrhundert. Im Jahr 1848 wurde in Ski der erste Meteorit in Norwegen gefunden. In Nordre Follo befinden sich zudem das Haus des Polarforschers Roald Amundsen und das Seebad Ingierstrand Bad. Das 2005 gefundene Gjersjøbåten (dt. Gjersjøboot) ist der einzige im Follo-Gebiet gefundene mittelalterliche Einbaum.

## Wirtschaft und Infrastruktur

### Verkehr

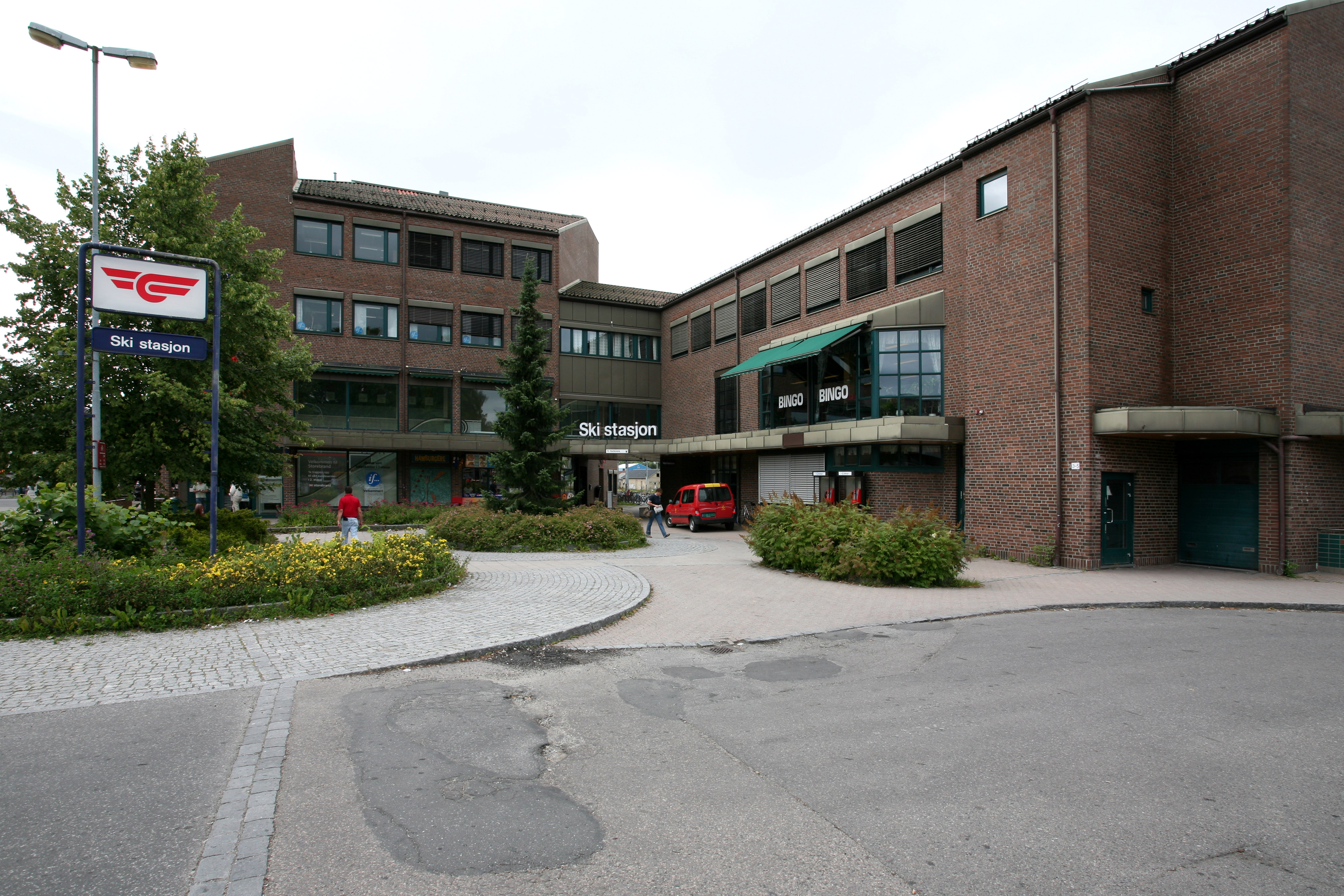
Bahnhof Ski

Durch den Norden von Nordre Follo führt die Europastraße 6 (E6). Sie stellt die Verbindung in die Kommune Oslo her. Zudem verläuft die Europastraße 18 (E18) durch Nordre Follo. Auch die E18 führt nach Oslo. Beide Europastraßen treffen südlich des Gjersjøens in der Kommune Ås aufeinander. Im Nordre Follo verläuft die E18 dann westlich des Sees und die E6 weiter im Osten. Durch die Kommune verläuft die Bahnlinie Østfoldbanen. Bei der Ortschaft Ski spaltet sich die Linie in zwei Strecken auf. Die westliche führt in den Südwesten Richtung Moss, die östliche nach Askim und Mysen.

### Wirtschaft
Die Industrie konzentriert sich vor allem auf die Orte Ski und Langhus. Sie ist geprägt von der grafischen Industrie. Außerdem befindet sich in der Kommune chemische Industrie und es werden Produkte aus Gummi und Plastik hergestellt. In Mastemyr stehen Fabriken von Unternehmen wie IBM, Kodak, Robert Bosch GmbH und Volvo. Die Landwirtschaft ist vor allem im Süden und Zentrum des Gemeindegebiets vorzufinden. Im Jahr 2020 arbeiteten von etwa 30.000 Arbeitstätigen nur 10.250 in Nordre Follo selbst, über 13.000 waren in Oslo tätig. Der Rest verteilte sich auf Kommunen wie Ås und Bærum.

## Persönlichkeiten
- Thorvald Torgersen (1862–1943), Genremaler
- Jørgen Stubberud (1883–1980), Polarforscher
- Kristian Henriksen (1911–2004), Fußballspieler und -trainer
- Ulf Wengård (1927–2003), Schauspieler
- Ørnulf Andresen (* 1944), Radrennfahrer
- Dag Kolstad (* 1955), Autor, Comicautor und Redakteur
- Christine Dancke (* 1984), Moderatorin und Musikerin
- Linn-Kristin Riegelhuth Koren (* 1984), Handballspielerin
- Betina Riegelhuth (* 1987), Handballspielerin
- Marita Skammelsrud Lund (* 1989), Fußballspielerin
- Jens Aasgaard (* 1990), E-Sportler
- Helene Olafsen (* 1990), Snowboarderin
- Ida Lindtveit Røse (* 1992), Politikerin